# Ер Доломити
Ер Доломити (итал. Air Dolomiti L.A.R.E. S.p.A) (IATA: EN, ICAO: DLA) је авиокомапнија са седиштем у Верону, Италија.

## Флота
| Тип         | Тотал | Седишта |
| ----------- | ----- | ------- |
| АТР-42      | 6     | 46      |
| АТР-72      | 8     | 64      |
| Ембраер 195 | 5     | 118     |